# Mercimek köftesi
Mercimek köftesi (köfte de llenties en turc) són unes pilotes (mandonguilles) fetes de llenties vermelles, bulgur, cebes seques i cebes verdes tendres, i oli d'oliva com a ingredients principals. La tècnica de cocció és bullir. Com que es menja fred, mercimek köftesi es pot considerar un entrant o meze.